# Hospodářské noviny
Hospodářské noviny je český celostátní deník zaměřený na ekonomiku a politiku. Vychází 5× týdně a jeho vydavatelem je nakladatelství Economia, jehož jediným vlastníkem je Zdeněk Bakala.

Šéfredaktorem je od 1. ledna 2021 Jaroslav Mašek. Před ním na této pozici působili Martin Jašminský, Petr Šabata a Petr Šimůnek. Jako redaktoři působí v Hospodářských novinách například Petr Honzejk, Martin Ehl, Ondřej Houska, Michael Mareš nebo Julie Hrstková.

Hospodářské noviny byly založeny v roce 1990. Působili v nich např. Jindřich Šídlo (odchod k Seznam.cz), Miloš Čermák (taktéž) nebo Petr Kamberský (odchod k LN) či datová novinářka Kateřina Mahdalová.

## Podoba deníku
Čtenářům deník nabízí kromě běžného zpravodajství též komentáře, analýzy a mapování hospodářské situace jak v Česku, tak ve světě. V Hospodářských novinách je možné najít jak zpravodajské, tak publicistické články, v první části převládají články s obecným přehledem o dění v České republice i ve světě, druhá část novinového svazku je pak věnována ekonomickým a hospodářským tématům, například pohybům na burze či mapování ekonomických novinek. K Hospodářským novinám je přidružen také online server HN.cz (dříve iHNed.cz).
Složení deníku se v průběhu týdne mění, krom pravidelných denních rubrik na stránkách může čtenář nalézt také pravidelné týdenní rubriky.
Mezi pravidelné denní rubriky se řadí rubriky Autorská strana, Extra, Kultura, Názory, Panorama, Podniky a trhy, Události. K pravidelným týdenním rubrikám se pak řadí Kariéra & Management, Peníze, Reality, Technologie, Kultura plus a Fashion.
V rubrice Autorská strana se střídá v přispívání 5 redaktorů – každý den píše komentář někdo jiný, rubrika Extra mapuje politické a společenské dění a bývá řazena na počátku deníku. Kultura mapuje novinky z divadelního či hudebního, filmového prostředí, Panorama se většinou zabývá nějakým fenoménem, který je na dvoustraně rozebírán z několika úhlů. Rubrika Podniky a trhy spadá právě do ekonomického dění.

### Přílohy Hospodářských novin
K tištěnému deníku jsou vydávány také pravidelné přílohy. Dva magazíny Proč ne?! a Speciál HN vycházejí pouze jednou za měsíc.

#### Ego!
Magazín Ego! začal vycházet v pátek 6. května 2015, přičemž nahradil dosavadní přílohu Víkend HN. Nyní již nevychází. Nahradila ho páteční příloha Víkend. Vedení společnosti rovněž zrušilo původní vydávání středečního magazínu In, neboť se rozhodlo čtenářům poskytnout pouze jeden magazín týdně. Magazín Ego! zvedl Hospodářským novinám páteční tištěný náklad o 10 000 výtisků, v současné době[kdy?] se náklad pohybuje kolem 52 000 výtisků. Magazín Ego! obsahuje rozhovory a nabízí čtenáři „uvolňující společenský koktejl“ na víkend.[zdroj?] Součástí magazínu jsou cestopisné příspěvky a rozhovory se zajímavými osobnostmi.[zdroj?]

#### Proč ne?!
Lifestyle magazín, vychází desetkrát do roka. Má i svou webovou podobu na adrese https://procne.hn.cz/.
Speciál HN
Čtvrtletník Hospodářských novin, https://specialy.hn.cz/. 

#### Podnikání
Magazín pro podnikatele a živnostníky, vychází jedenkrát měsíčně.

## Náklad a inzerce

### Náklad Hospodářských novin
Průměrný prodaný denní náklad Hospodářských novin v říjnu 2015 činil 32 807 výtisků, což je pro srovnání téměř pětkrát nižší prodaný náklad nežli v případě MF Dnes. Denní průměr prodaného nákladu za celý rok 2017 byl dle ABC ČR 33 813 výtisků. Čtenost HN činila k 14. května 2015 hodnotu 157 000 čtenářů, tento údaj je ve srovnání s čteností ostatních tuzemských celostátních deníků nejnižší, ačkoli náklad dosahuje vyšších hodnot.

### Hospodářské noviny a inzerce
Inzerce v HN se pohybuje v částkách od 66 659 Kč až k 799 000 Kč podle rozsahu reklamy. První zmiňovaný údaj náleží k osminové části formátu strany s barevným potiskem, až téměř osm set tisíc může inzerent zaplatit za tzv. superpanorama, tedy reklamu na dvou spojených dvoustranách deníku HN.
Inzerce se samozřejmě objevuje také v přílohách, přičemž s nejvyšší cenou za inzerci na zrcadle na spad v hodnotě 299 000 Kč vede magazín Proč ne?!, tentýž rozsah reklamy poskytuje magazín Ego! za 279 000 Kč a nejlevnější je reklama v magazínu Podnikání, kdy ceny za inzerci na zrcadle vycházejí na 179 000 Kč.
Se svými hrubými inzertními příjmy v hodnotě 28 378 942 Kč (březen 2015) se podle Médiáře HN mezi celostátními deníky umisťují na pátém místě z celkových sedmi (Aha!, Blesk, MF Dnes, LN, Právo, Sport). Nejvyšší příjmy z inzerce má deník Blesk, nejnižší příjmy pak mají deníky Aha! a Lidové noviny.